# Ligularia dentata
Espèce
Classification phylogénétique
La Ligulaire dentée (Ligularia dentata) est une espèce de plante à fleurs de la famille des Asteraceae originaire de Chine et du Japon.

## Biologie
La floraison  alieu de juillet à septembre. C'est une espèce de mi-ombre ou ombre qui recherche des sols fertiles et humides.

## Description
C'est une plante vivace a fleurs jaunes à orangé et feuillage réniforme.

## Dénomination
Ligularia dentata a été décrite et dénommée par le botaniste américain Asa Gray puis reclassée par le botaniste japonais Hiroshi Hara en 1939. 

## Synonymie
- Ligularia clivorum Maxim.
- Ligularia japonica var. clivorum
- Senecillis dentata (A.Gray) Kitam.
- Senecio clivorum (Maxim.) Maxim.